# Луј Рено (индустријалац)
Луј Рено (фр. Louis Renault; Париз, 12. фебруар 1877 — Париз, 24. октобар 1944) био је француски индустријалац, један од оснивача Реноа и пионир аутомобилске индустрије.
Луис је изградио један од највећих фирми производње аутомобила у Француској, која носи његово име и данас. Током Првог светског рата његова фабрика је масовно допринела ратним напорима, посебно стварањем и производњом првог ефективног резервоара: резервоара Рено ФТ.
Оптужен за сарадњу с Немцима током Другог свјетског рата и умро је док је чекао суђење у ослобођеној Француској крајем 1944. године у неизвјесним околностима. Његова фирма је заплењена и национализована од стране тадашње владе Француске, иако је умро пре него што му се судило. Његове фабрике су биле једине које су трајно експроприсале француска влада.

## Детињство и младост
Четврти од шесторо дјеце рођене у буржоаској париској породици Алфреда и Берте Рено био је Луис Рено. Био је фасциниран инжењерингом и механичарима од детињства и провео је сате у радионици парних аутомобила.
Први аутомобил је саградио 1898. године, унајмивши пар радника за модификацију коришћеног 3/4 КС (560 В). Рено је свој аутомобил назвао 'Ќолица'' (фр.Voiturette).
24. децембра 1898. године, Луис се са својим пријатељима опкладио да би његов изум са иновативним коленастим вратилом могао да победи аутомобил са ланчаним погоном сличним бициклима уз падине Руе Лепик у Монмартр. Осим што је освојио опкладу, добио је 13 одређених наруџби за возило.
Видевши комерцијални потенцијал, удружио се са своја два старија брата, Марселом и Фернандом, који су имали пословно искуство радећи у очевој текстилној фирми.
Формирали су компанију Рено 25. фебруара 1899. године. У почетку, пословање и администрацију су у потпуности обављали старија браћа, а Луис се посветио дизајну и производњи. Марсел је погинуо у трци Париз-Мадрид 1903. године, а 1908. Лоуис Ренаулт је преузео контролу над компанијом након што се Фернанд повукао из здравствених разлога. Фернанд је касније умро 1909.

## Светски ратови и међуратни период

### Први светски рат
На почетку Првог светског рата, у августу 1914. године, као одговор на тадашњу акутну несташицу артиљеријске муниције, Луис је предложио да фабрике аутомобила као што је Рено могу да производе 75 mm гранате користећи хидрауличне пресе, које су лакше и бржи процес од уобичајених дужих и скупљих операција. То су идентичне методе користио је и Андре Ситроен у својој фабрици. Добијене шкољке су помогле да се превазиђу несташице, али пошто су морале да буду произведене у два дела, оне су саме по себи биле слабе у бази, што је понекад дозвољавало да врући гасови детонирају мелинит унутар љуске. Преко 600 француских 75 mm топова уништено је преурањеним експлозијама 1915. године, а њихове посаде су убијене и повређене.

### Међуратни период
Током међуратног периода, Луисова десничарска мишљења постала су добро позната, што је довело до различитих случајева немира у раду са пролетерским авангардним радницима у погону Биланкур.
Луис се жестоко такмичио са Андре Ситроеном, кога је назвао "le petit Juif" ("мали Јеврејин"). Ситроен се на крају повукао.
Ренаулт је остао у потпуној контроли над својом компанијом све до 1942. године, бавећи се брзим ширењем, док је дизајнирао неколико нових изума, од којих се већина и данас користи, као што су хидраулични амортизери, модерна бубањ кочница...

### Други светски рат
Године 1938. Рено је посетио Адолфа Хитлера и 1939. постао је главни снабдјевач француске војске. У време када је Хитлер напао Француску 1940. године, Луис Рено је био у САД, послала га је његова влада да тражи тенкове. Вратио се да би нашао француско-немачко примирје.
Био је суочен са избором да сарађује са Немцима и да их евентуално спречи да преселе своју фабрику и опрему у Немачку, што би довело до оптужбе за сарадњу са непријатељем.
Ставио је своје фабрике у службу Француске, што је значило да је помагао и нацистима. За четири године, компанија Рено је произвео 34.232 возила за Немце. Луис је тврдио да је наставио са радом спасио хиљаде радника од превоза у Немачку, али је 1942. описан као "злогласни париски сарадник".

## Смрт
Умро је 24. октобра 1944, четири седмице након што је био затворен, још увијек је чекао на суђење за сарадњу са непријатељем.